# ホーガン・エフレイム
ホーガン・フィリップ・エフレイム（Hogan Phillip Ephraim, 1988年3月31日 - ）は、イングランド・イズリントン区アーチウェイ出身の元サッカー選手。現役時代のポジションはMF、FW。

## 経歴
ウェストハム・ユナイテッドFC下部出身の選手。ゴールへの嗅覚に優れ、足下のテクニックを生かしての得点はもちろんヘディングの精度も高い。カーリング・カップにおいてジョー・コール以来となる17歳でのトップチームデビューを果たし期待の存在となった。
2008年1月2日、ブジャーキ・アーコシュやマシュー・コノリーらと共にフットボールリーグ・チャンピオンシップのクイーンズ・パーク・レンジャーズFCに加入し3年契約を交わした。2010-11シーズンにはチャンピオンシップ優勝を経験したが、QPR時代は数々のクラブへのローンでプレーすることとなった。
2013-14シーズン限りでロフタス・ロードを去り、2014年10月28日にフットボールリーグ2のウィコム・ワンダラーズFCとシーズン終了までの契約を結んだ。
2017年3月10日、エリオット・オモズシと共にナショナルリーグ・サウスのホワイトホークFCに加入することが発表された。
U-17イングランド代表ではロシア戦で4ゴールを奪うなど計9得点を記録している。

## 所属クラブ
- ウェストハム・ユナイテッドFC 2004-2008

→  コルチェスター・ユナイテッドFC（ローン移籍） 2006-2007
→  クイーンズ・パーク・レンジャーズFC 2007 (loan)
- クイーンズ・パーク・レンジャーズFC 2008-2014

→  リーズ・ユナイテッドAFC 2009-2010 (loan)
→  チャールトン・アスレティックFC 2011 (loan)
→  ブリストル・シティFC 2012 (loan)
→  トロントFC 2013 (loan)
→  ピーターバラ・ユナイテッドFC 2013-2014 (loan)
- ウィコム・ワンダラーズFC 2014-2015
- ホワイトホークFC 2017

## タイトル
QPR
- フットボールリーグ・チャンピオンシップ : 2010-11